# 竹島 (山口県)
竹島（たけしま）は、山口県の中部の尻川湾の沖合い約2kmに位置する島。全島が山口県山口市（旧・吉敷郡秋穂町）に属する。無人島であり、標高は最も高いところで約22.1m。

## 島内
秋穂町八坂神社の社有地となっており、市杵島姫を祀る竹島明神社の石祀と鳥居がある。
島内の大半は照葉樹林で覆われており、タブノキ、ヤブニッケイ、ヤブツバキなどが自生し、高木林帯は特定植物群落に指定されている。また、南方系植物のフサスゲやハマナタマメの自生北限に近いものを見ることができる。